# James Henry Hackett
James Henry Hackett (New York, 15 marzo 1800 – New York, 28 dicembre 1871) è stato un attore teatrale statunitense.

## Biografia
La sua carriera scolastica culminò con la frequentazione del college della Columbia University nel 1815, ma tre anni dopo l'abbandonò per intraprendere la professione di impiegato addetto alle vendite all'ingrosso.
Nel 1819 sposò Catherine Lee Sugg, una giovane attrice e subito dopo entrò anche lui nel mondo dello spettacolo.
Dopo una lunga gavetta, nel 1826 recitò nel ruolo di Justice Woodcock dell'opera Love of a Village, accanto a sua moglie.
L'anno successivo si esibì al Covent Garden di Londra iniziando a riscuotere i primi successi in interpretazioni briose e di carattere, tra le quali si ricordano quella di Rip Van Winkle nella commedia omonima, trasposizione del celebre racconto di Washington Irving, quella di Nimrod Wildfire in James Kirke Paulding's Lion of the West, una satira di Davy Crockett, e una mirabile rappresentazione nei lavori shakespiriani come il Falstaff.
Artista di grandi e vaste competenze, durante la sua carriera intraprese anche il ruolo di impresario, organizzando, tra le altre, le tournée americane della Grisi e formando il nucleo della prima stagione della troupe di opera lirica italiana all'Academy of Music di New York; inoltre diresse l'Astor Place Opera House., e lavorò anche come saggista e studioso dell'arte scenica.
Si esibì con successo per un trentennio circa sia in Inghilterra sia negli Stati Uniti, ammirato da molte personalità, quali il presidente Abraham Lincoln.
Importanti furono le sue considerazioni sulle parti sceniche degli spettacoli shakespeariani inseriti nel volume Shakespeare's Plays and Actors ("Opere e attori di Shakespeare", 1863).
Suo figlio, James Keteltas Hackett, seguì le sue orme e divenne popolare grazie a lavori shakespeariani.